# Storklacken, Lovisa
Storklacken är en ö i Finland. Den ligger i Finska viken och i kommunen Lovisa i den ekonomiska regionen  Lovisa i landskapet Nyland, i den södra delen av landet. Ön ligger omkring 62 kilometer öster om Helsingfors.
Öns area är 7,4 hektar och dess största längd är 430 meter i nord-sydlig riktning.